# Сражение при Оксе
Сражение при Оксе или Сражение при Мерверруде — последнее сражение войск иранского шахиншаха Йездегерда III и поддерживавшего его Тюркского каганата против мусульманской арабской армии, произошедшее около 651 года в районе реки Окс (совр. Амударья).

## Предыстория
После поражения иранцев в сражении при Джалуле Йездигерд III, находившийся в Хулване, в сопровождении многочисленной свиты уходит в Рей. В Рейе он отсиживается до окончания битвы у Нехавенда. Узнав о новом поражении своей армии, шаханшах оставляет Рей и направляется дальше в глубь территории: сначала в Спахан, затем в Керман. Из Кермана он двинулся на север, в Хорасан, сделал остановку в Нишапуре, а затем ушел в Мерв — оплот сасанидского владычества на северо-востоке Хорасана. Из Мерва шаханшах разослал послания в иранские провинции, еще не захваченные арабами, и получил в ответ уверения вассалов в их преданности. Послания эти имели и другую цель — активизацию борьбы местного населения на уже завоеванных арабами территориях. Под влиянием ли призывов шаханшаха к вооруженному сопротивлению или независимо от них крупные восстания произошли в Парсе и Мидии. Чувствуя себя в полной безопасности вдали от театра военных действий, Йездигерд III избрал Мерв своей постоянной резиденцией; в двух фарсангах от города приказал установить древний алтарь огня, вывезенный во время отступления из Рейя, и благоустроить местность садами и цветниками.
В 651 году задача по завоеванию Хорасана была поручена халифом Ахнафу ибн Кайсу и Абдулле ибн Амиру. Абдулла двигался из Фарса и шел через Рей. Ахнаф двигался на север прямо к Мерву. Когда арабы приблизились к Мерву, Йездигерд III оставил свою резиденцию и ушел в Мерверруд, откуда разослал гонцов к хакану тюрков, царям Согда и Китая с просьбой предоставить военную помощь. Ахнаф остался в Мерве и ждал подкрепления из Куфы.
Пока шаханшах ожидал прибытия помощи от соседних правителей, к Ахнафу в Мерв подошли свежие силы, присланные из Куфы по указанию халифа. После этого, оставив в Мерве гарнизон, Ахнаф ибн Кайс с остальным войском двинулся па Мерверруд, а Йездигерд вынужден был отступить из Мерверруда в Балх. Вслед иранцам был послан отряд куфийцев, который после боя овладел городом, а Йездигерд со своим отрядом вынужден был уйти за Окс (Амударью). Ахнаф перенес свою ставку в Балх. Население Хорасана от Нишапура до крайних восточных пределов Тохаристана выразило покорность и заключило с арабами мирные договоры. Ахнаф с войском вернулся в Мервруд, оставив в Балхе наместника с гарнизоном.

## Ход битвы
За Оксом (Амударьей) шаханшах получил большое войско — ополчение из согдийцев и тюрков, с ним он пересек реку в обратном направлении и вновь подошел к Балху. Арабский наместник поспешил вернуться к Ахнафу в Мерверруд. Вскоре туда же подошло и объединенное войско шаханшаха и хакана, усиленное ополчениями из Балха и Тохаристана. Численность арабского войска источники определяют в 20 тысяч (куфийцы и басрийцы примерно в равном соотношении). Бал'ами называет и численность армии шаханшаха — 50 тысяч воинов. Арабы отошли по склону горы, чтобы ие дать возможности противнику обойти их с тыла. Дневные схватки не приносили успеха ни одной из сторон, до тех пор, пока арабы не предприняли ночную атаку, во время которой погибло несколько родственников хакана. После этого тюркские отряды отошли в Балх, оставив шаханшаха на произвол судьбы.

## Результаты
Йездигерд III счел за лучшее отойти к Мерву, угрожая гарнизону арабского наместника. Последний подготовился к обороне, но шаханшах забрал только казну и сокровища, скрытые в тайнике, и собрался уйти с ними к тюркам или в Китай. Намерение Йездигерда вызвало ропот в войске, которое требовало искать защиты у арабов, а не у тюрков или китайцев, по крайней мере — не отдавать им казну. В результате войско отобрало казну и изгнало Йездигерда, которому не оставалось иного выхода, как со свитой искать убежища у хакана. Войско, оставшись без монарха, передало казну Ахнафу ибн Кайсу и приняло покровительство мусульман.
Все источники без исключения считают последним убежищем шаханшаха мельницу на берегу Мургаба, где он в течение нескольких суток укрывается от погони. Большинство источников считает, что Йездигерд был убит мельником при участии людей марзбана Махуйе, а Бал'ами и некоторые другие убийцей шаханшаха называют только мельника, польстившегося на богатые одежды и драгоценности. Могущественная империя Сасанидов перестала существовать.